# Ad unguem
La locuzione latina Ad unguem, tradotta letteralmente, significa fino all'unghia, alla perfezione (Orazio, Satire, I, 5, 32).

## Utilizzo
La locuzione oraziana è utilizzata per descrivere le situazioni in cui si compie un lavoro e lo si porta alla maggior perfezione possibile.

Nel contesto originario l'espressione è utilizzata per descrivere un uomo dalle elevate qualità morali (Fonteius, ad unguem factus homo - Fonteio, uomo fino all'unghia)
La locuzione è una espressione latina riferita al campo della scultura. Per vedere se una statua era scolpita alla perfezione si passava il bordo dell'unghia del pollice, posto sensibilissimo per individuare eventuali scanalature. Quindi ad unguem era una statua fatta alla perfezione. Poi la locuzione è stata traslata in molti altri campi.